# Cestrum buxoides
Cestrum buxoides là loài thực vật có hoa trong họ Cà. Loài này được Ekman ex Urb. mô tả khoa học đầu tiên năm 1925.